# Bridge over Troubled Water (sang)
"Bridge over Troubled Water" er en komposition af Paul Simon. Sangen er indspillet af duoen Simon and Garfunkel i januar 1970. Den 28. februar samme år lå sangen på 1. pladsen på den amerikanske hitliste, Billboard Hot 100. Indspilningen kom som singleplade og var endvidere titelnummer på albummet Bridge over Troubled Water. Både albummet og sangen blev ved Grammytildelingen i 1971 belønnet med en Grammy.

## Elvis Presleys version
Elvis Presley var allerede den 5. juni 1970 i RCA's Studio B i Nashville for at indspille sin version af sangen. Den udsendtes på soundtracket Elvis - That's The Way It Is fra filmen af samme navn. Elvis Presley havde sangen på sit koncertrepertoire i den periode og sangen findes på en live-indspilning fra The International Hotel i Las Vegas den 11. august 1970. Denne indspilning blev udsendt i 1997 i CD-boksen Platinum – A Life In Music.

## Andre versioner
En lang række kunstnere har lavet deres egen version af sangen. Bland de bedst kendte er:
- Anne Murray
- Annie Lennox
- Aretha Franklin
- Barry Manilow
- Bonnie Tyler
- Buck Owens
- Chet Atkins
- Eva Cassidy
- Frankie Vaughan
- Johnny Cash
- LeAnn Rimes
- Nana Mouskouri
- Neil Sedaka
- Peggy Lee
- Roberta Flack
- Roy Orbison
- Shirley Bassey
- Stevie Wonder
- The Jackson Five
- The Shadows
- The Supremes
- Tom Jones
- Whitney Houston
- Willie Nelson